# قائمة البعثات الدبلوماسية في فيجي

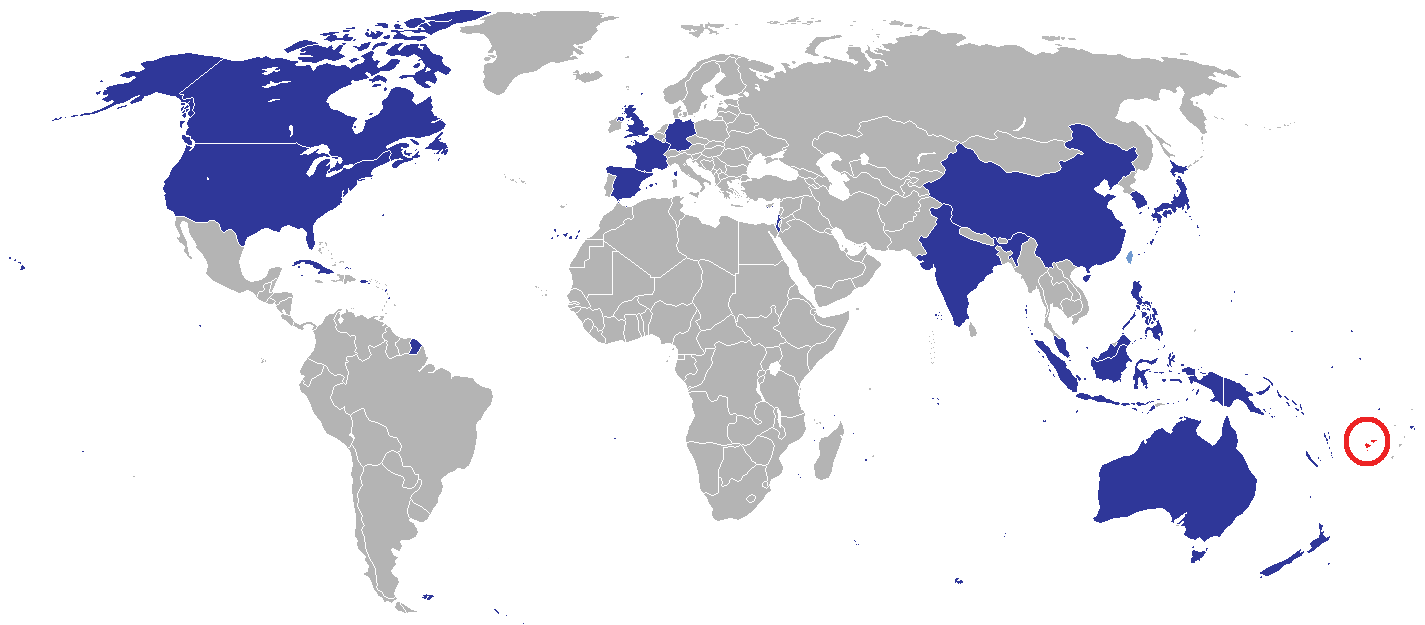
خريطة البعثات الدبلوماسية في فيجي

هذه قائمة البعثات الدبلوماسية في فيجي . وعاصمتها سوفا، تستضيف 23 سفارة / مفوضية عليا.

## البعثات الدبلوماسية فيسوفا

### السفارات / المفوضيات العليا
- أستراليا
- كوبا
- الصين
- فرنسا
- الهند
- إندونيسيا
- اليابان
- كيريباتي
- ماليزيا
- جزر مارشال
- ميكرونيسيا
- ناورو
- نيوزيلندا
- بابوا غينيا الجديدة
- ساموا
- جزر سليمان
- جنوب إفريقيا
- كوريا الجنوبية
- إسبانيا
- توفالو
- المملكة المتحدة
- الولايات المتحدة
- فانواتو

### بعثات أخرى / مكاتب تمثيلية
- جمهورية الصين (تايوان) (مكتب تايبييه التجاري)
- الاتحاد الأوروبي (وفد)
- الأمم المتحدة (بعثة دائمة)

## سفارات سيتم افتتاحها
- تركيا[1]

## سفارات غير مقيمة / مفوضيات عليا
سفارات مقيمة في كانبرا ، أستراليا:
- الأرجنتين
- النمسا
- بوتسوانا
- البرازيل
- كولومبيا
- قبرص
- التشيك
- إستونيا
- فنلندا
- جورجيا
- أيرلندا
- إسرائيل
- إيطاليا
- المكسيك
- المغرب
- النرويج
- فلسطين
- بولندا
- البرتغال
- روسيا
- السعودية
- صربيا
- تايلاند
- فنزويلا

سفارات مقيمة في ويلينجتون ، نيوزيلندا:
- كندا
- تشيلي
- جزر كوك
- ألمانيا
- الفاتيكان
- المجر
- إيران
- الكويت
- هولندا
- الفلبين
- سويسرا
- تركيا
- الإمارات العربية المتحدة
- فيتنام[2]

سفارات مقيمة في مدن أخرى:
- أرمينيا (بكين)
- الدنمارك (جاكرتا)
- مصر (لندن)
- ليسوتو (طوكيو)
- جزر المالديف (كوالالمبور)
- مالاوي (طوكيو)
- سنغافورة (سنغافورة)
- السويد (ستوكهولم)
- تونغا (نوكو ألوفا)[3]
- فانواتو (بورت فيلا)[4]

## البعثات المعتمدة لدى الأمم المتحدة في مدينة نيويورك لدى فيجي
- أفغانستان
- أندورا
- أنتيغوا وباربودا
- البحرين
- بيلاروس
- بنين
- بوتان
- بوليفيا
- بوتسوانا
- بروناي
- بلغاريا
- بوركينا فاسو
- بوروندي
- الرأس الأخضر
- جمهورية إفريقيا الوسطى
- تشاد
- جزر القمر
- جمهورية الكونغو
- كوستاريكا
- قبرص
- دومينيكا
- الإكوادور
- السلفادور
- غامبيا
- غانا
- غرينادا
- غواتيمالا
- غينيا بيساو
- غيانا
- هايتي
- هندوراس
- العراق
- كازاخستان
- قرغيزستان
- ليبيريا
- ليختنشتاين
- ليتوانيا
- مالاوي
- مالطا
- موريتانيا
- موناكو
- موزمبيق
- نيكاراغوا
- النيجر
- بنما
- بولندا
- قطر
- سانت كيتس ونيفيس
- سانت لوسيا
- سانت فينسنت والغرينادين
- سان مارينو
- سيراليون
- الصومال
- جنوب السودان
- سورينام
- طاجيكستان
- تنزانيا
- توغو
- ترينيداد وتوباغو
- تركمانستان
- أوغندا
- أوكرانيا
- اليمن

## روابط خارجية
- البعثات المقيمة في فيجي